# Sextett (film)
Sextett (danska: Sekstet) är en dansk dramafilm från 1963 i regi av Annelise Hovmand.

## Rollista i urval
- John Kelland - Peter
- Ghita Nørby - Lena
- Axel Strøbye - Robert
- Ingrid Thulin - Elaine
- Ole Wegener - John
- Hanne Ulrich - Rachel